# Coppa delle Regioni UEFA 2009
La Coppa delle Regioni UEFA 2009 è stata la sesta edizione della competizione riservata alle rappresentative amatoriali delle regioni europee. Al termine della fase di qualificazione intermedia, come paese ospite è stata scelta la Croazia.
La selezione amatoriale di Castiglia e León si è aggiudicata il torneo, battendo in finale Oltenia 2-1.

## Fase preliminare
Le undici rappresentative regionali che si sono affrontate nel turno preliminare sono state suddivise due gruppi da quattro e uno da tre, vista l'esclusione del Liechtenstein. I seguenti Paesi hanno ospitato le gare dei tre gruppi:
Gruppo 1 –  San Marino
Gruppo 2 –  Israele
Gruppo 3 –  Lituania
Solo le vincenti di ogni gruppo hanno avuto accesso alla fase intermedia.

### Gruppo 1
| Squadra                 | P.ti | G | V | P | S | GF | GS | DR |
| ----------------------- | ---- | - | - | - | - | -- | -- | -- |
| San Marino              | 4    | 2 | 1 | 1 | 0 | 2  | 1  | +1 |
| Baranya                 | 3    | 2 | 1 | 0 | 1 | 2  | 1  | +1 |
| Regione Sudorientale    | 1    | 2 | 0 | 1 | 1 | 1  | 3  | −2 |
| Liechtenstein (esclusa) | 0    | 0 | 0 | 0 | 0 | 0  | 0  | 0  |

| Arbitro: | Luc Wouters |

|                       |           |  |
| Pinter 18’ Zrinyi 41’ | Marcatori |  |

| Arbitro: | Panayiotis Kailis |

|                 |           |  |
| Laki 80’ (aut.) | Marcatori |  |

| Arbitro: | Luc Wouters |

|                         |           |           |
| Kleckarovski 37’ (rig.) | Marcatori | 14’ Parma |

### Gruppo 2
| Squadra            | P.ti | G | V | P | S | GF | GS | DR |
| ------------------ | ---- | - | - | - | - | -- | -- | -- |
| Malta              | 9    | 3 | 3 | 0 | 0 | 9  | 0  | +9 |
| Maccabi            | 6    | 3 | 2 | 0 | 1 | 6  | 2  | +4 |
| Boemia Meridionale | 3    | 3 | 1 | 0 | 2 | 4  | 8  | −4 |
| Gwent              | 0    | 3 | 0 | 0 | 3 | 4  | 10 | -6 |

| Arbitro: | Rusmir Mrkovic |

|                              |           |  |
| Abitbul 8’ Alkobi 72’ (rig.) | Marcatori |  |

| Arbitro: | Vusal Aliyev |

|                             |           |  |
| Newall 49’ (aut.) Galea 76’ | Marcatori |  |

| Arbitro: | Vusal Aliyev |

|  |           |           |
|  | Marcatori | 89’ Galea |

| Arbitro: | Mechalis Germanakos |

|                                                |           |                                               |
| Holan 8’ Holan 45'+1’ Chvosta 75’ Melichar 82’ | Marcatori | 82’ (rig.) Palmer 60’ Millinship 64’ Bancroft |

| Arbitro: | Mechalis Germanakos |

|           |           |                                               |
| Lewis 19’ | Marcatori | 43’ Abitbul 49’ Alkobi 52’ Bel Lulu 79’ Levin |

| Arbitro: | Rusmir Mrkovic |

|  |           |                                      |
|  | Marcatori | 43’ Micallef 72’ Celeste 85’ Celeste |

### Gruppo 3
| Squadra | P.ti | G | V | P | S | GF | GS | DR |
| ------- | ---- | - | - | - | - | -- | -- | -- |
| Marmara | 7    | 3 | 2 | 1 | 0 | 4  | 1  | +3 |
| Alytus  | 5    | 3 | 1 | 2 | 0 | 5  | 4  | +1 |
| Tbilisi | 4    | 3 | 1 | 1 | 1 | 4  | 4  | 0  |
| Växjö   | 0    | 3 | 0 | 0 | 3 | 0  | 5  | -5 |

| Arbitro: | Vlado Svilokos |

|                         |           |  |
| Jaskyk 3’ Cibulskas 21’ | Marcatori |  |

| Arbitro: | Sandor Szabo |

|  |           |                   |
|  | Marcatori | 83’ (rig.) Atabek |

| Arbitro: | Vlado Svilokos |

|                                                      |           |                                         |
| Laibinis 51’ Miknevicius 58’ (rig.) Bartkevicius 73’ | Marcatori | 32’ Lephsaia 77’ Aburjania 84’ Svanidze |

| Arbitro: | Libor Kovarik |

|  |           |                      |
|  | Marcatori | 43’ Akkaya 87’ Erbas |

| Arbitro: | Libor Kovarik |

|                   |           |                 |
| Atabek 94’ (rig.) | Marcatori | 56’ Miknevicius |

| Arbitro: | Sandor Szabo |

|  |           |              |
|  | Marcatori | 28’ Svanidze |

## Turno intermedio
Alle 29 rappresentative direttamente qualificate al turno intermedio si sono aggiunte San Marino, Malta e la Regione di Marmara. Le 32 squadre sono state sorteggiate in otto gironi da quattro ciascuno, con i seguenti paesi ospiti delle gare di ogni gruppo:
Gruppo 1 –  Germania
Gruppo 2 –  Italia
Gruppo 3 –  Croazia
Gruppo 4 –  Francia
Gruppo 5 –  Russia
Gruppo 6 –  Romania
Gruppo 7 –  Serbia
Gruppo 8 –  Slovacchia
Le vincitrici degli otto gruppi si qualificano per la fase finale del torneo.

### Gruppo 1
| Squadra     | P.ti | G | V | P | S | GF | GS | DR |
| ----------- | ---- | - | - | - | - | -- | -- | -- |
| Limburgo    | 6    | 3 | 2 | 0 | 1 | 4  | 2  | +2 |
| Niederrhein | 4    | 3 | 1 | 1 | 1 | 5  | 4  | +1 |
| Down        | 4    | 3 | 1 | 1 | 1 | 3  | 3  | 0  |
| Malta       | 3    | 3 | 1 | 0 | 2 | 4  | 7  | -3 |

| Arbitro: | Jovan Kaludjerovic |

|                               |           |               |
| Harvey 9’ Scicluna 83’ (aut.) | Marcatori | 91’ Camilleri |

| Arbitro: | Bülent Yıldırım |

|  |           |                              |
|  | Marcatori | 8’ Conderaerts 77’ Van Asten |

| Arbitro: | Angel Angelov |

|             |           |  |
| Celeste 81’ | Marcatori |  |

| Grevenbroich 19 marzo 2009 | Down               | 0 – 0 referto | Niederrhein | Grevenbroich\| Arbitro: \| Jovan Kaludjerovic \| |
| Arbitro:                   | Jovan Kaludjerovic |               |             |                                                  |

| Arbitro: | Angel Angelov |

|                                                       |           |                      |
| Galster 12’, 34’ Bednarski 27’, 51’ Munoz-Bonilla 60’ | Marcatori | 37’ Gribbon 88’ Borg |

| Arbitro: | Bülent Yıldırım |

|                            |           |          |
| Conderaerts 82’ Traizi 85’ | Marcatori | 89’ Park |

### Gruppo 2
| Squadra           | P.ti | G | V | P | S | GF | GS | DR |
| ----------------- | ---- | - | - | - | - | -- | -- | -- |
| Contea di Dublino | 5    | 3 | 1 | 2 | 0 | 7  | 3  | +4 |
| Southern England  | 5    | 3 | 1 | 2 | 0 | 3  | 0  | +3 |
| Piemonte          | 5    | 3 | 1 | 2 | 0 | 5  | 3  | +2 |
| Lothian           | 0    | 3 | 0 | 0 | 3 | 2  | 11 | -9 |

| Tortona 27 ottobre 2008 | Southern England | 0 – 0 referto | Contea di Dublino | Stadio Fausto Coppi\| Arbitro: \| Haim Jakov \| |
| Arbitro:                | Haim Jakov       |               |                   |                                                 |

| Arbitro: | Pavel Saliy |

|                                  |           |               |
| Pepe 24’ Massaro 31’ Massaro 69’ | Marcatori | 90’ Henderson |

| Arbitro: | Draženko Kovačić |

|  |           |                             |
|  | Marcatori | 4’ Ewin 22’ Stavri 75’ Ewin |

| Arbitro: | Pavel Saliy |

|                               |           |                                  |
| Whelehan 63’ Walsh 88’ (rig.) | Marcatori | 51’ Montesano 68’ (rig.) Massimo |

| Alessandria 31 ottobre 2008 | Piemonte   | 0 – 0 referto | Southern England | Stadio Moccagatta\| Arbitro: \| Haim Jakov \| |
| Arbitro:                    | Haim Jakov |               |                  |                                               |

| Arbitro: | Draženko Kovačić |

|                      |           |                                                            |
| Henderson 63’ (rig.) | Marcatori | 21’ Loughran 43’ Whelehan 45'+1’ Kelly 56’ Kelly 79’ Kelly |

### Gruppo 3
| Squadra       | P.ti | G | V | P | S | GF | GS | DR |
| ------------- | ---- | - | - | - | - | -- | -- | -- |
| Zagabria      | 9    | 3 | 3 | 0 | 0 | 6  | 2  | +4 |
| Olanda        | 4    | 3 | 1 | 1 | 1 | 4  | 3  | +1 |
| Canton Ticino | 4    | 3 | 1 | 1 | 1 | 2  | 2  | 0  |
| Lendava       | 0    | 3 | 0 | 0 | 3 | 1  | 6  | -5 |

| Arbitro: | Igorj Ishchenko |

|                        |           |  |
| Trampus 86’ Hajduk 93’ | Marcatori |  |

| Zaprešić 25 settembre 2008 | Olanda      | 0 – 0 referto | Canton Ticino | NK Inter Zaprešić\| Arbitro: \| Igor Kister \| |
| Arbitro:                   | Igor Kister |               |               |                                                |

| Arbitro: | Magnus Thorisson |

|                               |           |               |
| Hajduk 36’ Trampus 41’ (rig.) | Marcatori | 13’ Nieuwlaat |

| Arbitro: | Igor Kister |

|  |           |           |
|  | Marcatori | 47’ Tundo |

| Arbitro: | Magnus Thorisson |

|           |           |                        |
| Lanza 87’ | Marcatori | 28’ Cehulic 71’ Hajduk |

| Arbitro: | Igorj Ishchenko |

|             |           |                                            |
| Jerebic 75’ | Marcatori | 79’ Korbee 81’ Vermeulen 93’ Fong Tin Joen |

### Gruppo 4
| Squadra            | P.ti | G | V | P | S | GF | GS | DR |
| ------------------ | ---- | - | - | - | - | -- | -- | -- |
| Castiglia e León   | 9    | 3 | 3 | 0 | 0 | 8  | 0  | +8 |
| Distretto di Braga | 7    | 3 | 2 | 1 | 0 | 7  | 4  | -3 |
| Loira              | 2    | 3 | 0 | 2 | 1 | 3  | 6  | -3 |
| San Marino         | 1    | 3 | 0 | 1 | 2 | 2  | 10 | -8 |

| Arbitro: | Victor Shvetsov |

|             |           |           |
| Richard 18’ | Marcatori | 39’ Gatti |

| Arbitro: | Dimitrios Kalopoulos |

|                    |           |  |
| Barrera 30’ (rig.) | Marcatori |  |

| Arbitro: | Dimitrios Kalopoulos |

|  |           |                                             |
|  | Marcatori | 57’ Ramirez 80’ Terleira 84’ (rig.) Infante |

| Arbitro: | Dimitar Meckarovski |

|           |           |                                                                |
| Gatti 83’ | Marcatori | 5’ (rig.), 61’ (rig.) Novais 25’ Piairo 34’ Ferreira 42’ Silva |

| Arbitro: | Dimitar Meckarovski |

|                              |           |                     |
| Eyobele 6’ (aut.) Borges 30’ | Marcatori | 15’ Biguet 79’ Glet |

| Arbitro: | Victor Shvetsov |

|  |           |                                                   |
|  | Marcatori | 60’ Gonzalez 62’, 86’ (rig.) Gonzalez 70’ Ramirez |

### Gruppo 5
| Squadra            | P.ti | G | V | P | S | GF | GS | DR  |
| ------------------ | ---- | - | - | - | - | -- | -- | --- |
| Volga              | 9    | 3 | 3 | 0 | 0 | 13 | 3  | +10 |
| Regione di Marmara | 4    | 3 | 1 | 1 | 1 | 5  | 6  | -1  |
| Voblasc' di Brėst  | 3    | 3 | 1 | 0 | 2 | 3  | 8  | -5  |
| Larissa            | 1    | 3 | 0 | 1 | 2 | 1  | 5  | -4  |

| Arbitro: | Ante Vucemilovic-simunovic jr. |

|           |           |                |
| Varli 33’ | Marcatori | 29’ Kakavitsis |

| Arbitro: | Boško Jovanetic |

|                                                                                            |           |           |
| Zayats 36’ (aut.) Kochenenko 41’ Smirnov 45’ (rig.) Bolshakov 51’ Bolshakov 72’ Amanov 87’ | Marcatori | 23’ Homza |

| Arbitro: | Luc Wilmes |

|                           |           |  |
| Simanovich 25’ Sukach 39’ | Marcatori |  |

| Arbitro: | Ante Vucemilovic-simunovic jr. |

|                                                                    |           |                       |
| Mikrukov 20’ Khairov 45'+1’ Bolshakov 52’ Egorov 56’ Bolshakov 58’ | Marcatori | 8’ Caliskan 84’ Akalp |

| Arbitro: | Luc Wilmes |

|  |           |                             |
|  | Marcatori | 47’ Pasechnik 82’ Pasechnik |

| Arbitro: | Boško Jovanetic |

|  |           |                         |
|  | Marcatori | 59’ Kapukaya 77’ Atabek |

### Gruppo 6
| Squadra           | P.ti | G | V | P | S | GF | GS | DR |
| ----------------- | ---- | - | - | - | - | -- | -- | -- |
| Oltenia           | 7    | 3 | 2 | 1 | 0 | 6  | 1  | +5 |
| Oblast' di Odessa | 4    | 3 | 1 | 1 | 1 | 7  | 4  | +3 |
| Ialoveni          | 3    | 3 | 1 | 0 | 2 | 3  | 10 | -7 |
| Burgas            | 2    | 3 | 0 | 2 | 1 | 2  | 3  | -1 |

| Mogoșoaia 22 settembre 2008 | Oltenia            | 0 – 0 referto | Burgas | Football center Mogoșoaia\| Arbitro: \| Paulius Malžinskas \| |
| Arbitro:                    | Paulius Malžinskas |               |        |                                                               |

| Arbitro: | Stefano Podeschi |

|            |           |                                                                           |
| Caraus 92’ | Marcatori | 15’ Netchiporouk 21’ Pavlov 38’ Netchiporouk 75’Burjanadze 82’ Burjanadze |

| Arbitro: | Stefano Podeschi |

|                                                  |           |  |
| Riosanu 71’ Petrovici 81’ Vacaru 81’ Riosanu 92’ | Marcatori |  |

| Arbitro: | Mark Whitby |

|              |           |              |
| Stoyanov 11’ | Marcatori | 45’ Volchkov |

| Arbitro: | Mark Whitby |

|               |           |                        |
| Gaidarzhi 86’ | Marcatori | 42’ Mateita 52’ Vacaru |

| Arbitro: | Paulius Malžinskas |

|           |           |                       |
| Iliev 78’ | Marcatori | 30’ Scripnic 60’ Tonu |

### Gruppo 7
| Squadra              | P.ti | G | V | P | S | GF | GS | DR |
| -------------------- | ---- | - | - | - | - | -- | -- | -- |
| Bosanska Gradiška    | 7    | 3 | 2 | 1 | 0 | 3  | 0  | +3 |
| Distretto di Zaječar | 5    | 3 | 1 | 2 | 0 | 4  | 1  | +3 |
| Grande Polonia       | 4    | 3 | 1 | 1 | 1 | 3  | 1  | +2 |
| Uusimaa              | 0    | 3 | 0 | 0 | 3 | 1  | 9  | -8 |

| Niš 15 ottobre 2008 | Zaječar   | 0 – 0 referto | Bosanska Gradiška | Cair\| Arbitro: \| Mario Vlk \| |
| Arbitro:            | Mario Vlk |               |                   |                                 |

| Arbitro: | Jérôme Laperrière |

|                                        |           |  |
| Michalski 58’ Adamczyk 73’ Kendzia 77’ | Marcatori |  |

| Niš 17 ottobre 2008 | Zaječar        | 0 – 0 referto | Grande Polonia | Delijski Vis\| Arbitro: \| Andriy Shandor \| |
| Arbitro:            | Andriy Shandor |               |                |                                              |

| Arbitro: | Mario Vlk |

|                       |           |  |
| Barovic 59’ Matic 65’ | Marcatori |  |

| Arbitro: | Jérôme Laperrière |

|              |           |                                                   |
| Lindberg 87’ | Marcatori | 33’ (rig.) Grujic 51’ Krstic 89’Krstic 90’ Krstic |

| Arbitro: | Andriy Shandor |

|            |           |  |
| Sekimic 9’ | Marcatori |  |

### Gruppo 8
| Squadra               | P.ti | G | V | P | S | GF | GS | DR |
| --------------------- | ---- | - | - | - | - | -- | -- | -- |
| Regione di Bratislava | 9    | 3 | 3 | 0 | 0 | 10 | 2  | +8 |
| Distretto di Ağstafa  | 4    | 3 | 1 | 1 | 1 | 5  | 5  | 0  |
| Curlandia             | 4    | 3 | 1 | 1 | 1 | 2  | 5  | -3 |
| Ararat                | 0    | 3 | 0 | 0 | 3 | 0  | 5  | -5 |

| Arbitro: | Sokol Jareci |

|                                           |           |                            |
| Kakula 56’ Hlina 67’ Kakula 76’ Marko 82’ | Marcatori | 38’ Farkhadov 52’ Baghirov |

| Arbitro: | Christopher Lautier |

|  |           |                |
|  | Marcatori | 26’ Sternbergs |

| Arbitro: | Anthony Buttimer |

|                    |           |  |
| Toth 63’ Marko 74’ | Marcatori |  |

| Arbitro: | Christopher Lautier |

|              |           |               |
| Zeynalov 55’ | Marcatori | 21’ Freibergs |

| Arbitro: | Anthony Buttimer |

|  |           |                                         |
|  | Marcatori | 29’ Kufel 33’ Marko 61’ Hlina 80’ Hlina |

| Arbitro: | Sokol Jareci |

|                           |           |  |
| Baghirov 32’ Baghirov 67’ | Marcatori |  |

## Fase finale
Le seguenti squadre si sono qualificate alla fase finale del torneo, ospitata dalla Croazia:
Girone A
 Zagabria
 Regione di Bratislava
 Oltenia
 Volga
Girone B
 Limburgo
 Bosanska Gradiška
 Contea di Dublino
 Castiglia e León

### Fase a gironi

#### Girone A
| Squadra               | P.ti | G | V | P | S | GF | GS | DR |
| --------------------- | ---- | - | - | - | - | -- | -- | -- |
| Oltenia               | 7    | 3 | 2 | 1 | 0 | 5  | 1  | +4 |
| Volga                 | 6    | 3 | 2 | 0 | 1 | 7  | 2  | +5 |
| Zagabria              | 4    | 3 | 1 | 1 | 1 | 3  | 3  | 0  |
| Regione di Bratislava | 0    | 3 | 0 | 0 | 3 | 0  | 9  | -9 |

| Arbitro: | Lars Christoffersen |

|                                 |           |  |
| Graf 73’ (rig.) Graf 87’ (rig.) | Marcatori |  |

| Arbitro: | Stanislav Todorov |

|  |           |                                |
|  | Marcatori | 18’ Sirbu 79’ (rig.) Marinescu |

| Arbitro: | Leontios Trattou |

|  |           |                                        |
|  | Marcatori | 32’ (aut.) Karačić 72’ (rig.) Gorbunov |

| Arbitro: | Gediminas Mazeika |

|  |           |                     |
|  | Marcatori | 61’ Preda Sirbu 73’ |

| Arbitro: | Lars Christoffersen |

|            |           |            |
| Văcaru 51’ | Marcatori | 22’ Brujić |

| Arbitro: | Radek Prihoda |

|  |           |                                                                     |
|  | Marcatori | 45’ (rig.) Gorbunov 65’ Egorov 73’ Gorbunov 76’ Egorov 81’ Gorbunov |

#### Girone B
| Squadra           | P.ti | G | V | P | S | GF | GS | DR |
| ----------------- | ---- | - | - | - | - | -- | -- | -- |
| Castiglia e León  | 9    | 3 | 3 | 0 | 0 | 7  | 1  | +6 |
| Limburgo          | 6    | 3 | 2 | 0 | 1 | 4  | 5  | -1 |
| Contea di Dublino | 3    | 3 | 1 | 0 | 2 | 4  | 4  | 0  |
| Bosanska Gradiška | 0    | 3 | 0 | 0 | 3 | 0  | 5  | -5 |

| Arbitro: | Leontios Trattou |

|  |           |         |
|  | Marcatori | 90’ Cox |

| Arbitro: | Radek Prihoda |

|  |           |                          |
|  | Marcatori | 16’ Durantez 73’ Ramírez |

| Arbitro: | Stanislav Todorov |

|  |           |                                     |
|  | Marcatori | 26’ Whelehan 77’ Lacey 80’ Whelehan |

| Arbitro: | Matej Jug |

|            |           |                                                         |
| Traizi 57’ | Marcatori | 23’ Durantez 54’ González 59’ Cabral 65’ (rig.) Serrano |

| Arbitro: | Matej Jug |

|          |           |  |
| Mato 16’ | Marcatori |  |

| Arbitro: | Gediminas Mazeika |

|                        |           |           |
| Ubachs 50’ Kocaslan 7’ | Marcatori | 92’ Kelly |

### Finale
| Arbitro: | Radek Prihoda |

|           |           |                        |
| Sirbu 25’ | Marcatori | 20’ Ramírez 81’ Robles |